# Ernesto Laclau
Ernesto Laclau (Buenos Aires, 6 d'octubre de 1935 - Sevilla, 13 d'abril de 2014) va ser un teòric polític argentí freqüentment anomenat postmarxista. Era investigador, professor de la Universitat d'Essex, i doctor honoris causa de la Universitat de Buenos Aires, la Universitat Nacional de Rosario, la Universitat Catòlica de Córdoba, la Universitat Nacional de San Juan i la Universitat Nacional de Córdoba. Entre els seus llibres més esmentats hi ha Hegemonía y estrategia socialista i La razón populista. Era director de la revista Debates y Combates.

## Biografia
Després del cop d'estat de 1955 a l'Argentina, va ser ajudant del sociòleg Gino Germani i creador, junt amb José Luis Romero, de la matèria Historia Social a la facultat de Filosofia i Lletres de la Universitat de Buenos Aires. Va estudiar història a la Universitat de Buenos Aires, on es va graduar el 1964. Des de 1969 es va establir a Regne Unit, on va rebre una beca per estudiar amb Eric Hobsbawm. Finalment es va doctorar a la Universitat d'Essex.
Durant els anys 60 dirigí les revistes Izquierda Nacional i Lucha Obrera, lligades al Partido Socialista de Izquierda Nacional. Va donar nombroses conferències en universitats dels Estats Units, Llatinoamèrica, Europa i Àfrica.
Des de 1986 es va exercir com a professor de Teoria Política a la Universitat d'Essex, on va fundar i va dirigir durant molts anys el programa de postgrau en Ideologia i Anàlisi del Discurs, així com el Centre d'Estudis Teòrics de les Humanitats i les Ciències Socials. El programa de postgrau ha servit de marc de recerca adequat per al desenvolupament d'un tipus diferent de l'anàlisi del discurs, que es basa en la teoria postestructuralista (especialment l'obra de Jacques Lacan, Foucault, Jacques Derrida i Roland Barthes) amb la finalitat d'articular les anàlisis innovadores dels fenòmens polítics concrets (identitats, discursos i hegemonies). Aquesta orientació teòrica i analítica es va construir a la "Escola de Essex de l'anàlisi del discurs".
En els darrers anys es mostrà proper a la Confederación Socialista Argentina i llurs dirigents. El dia 13 d'abril del 2014 va morir a Sevilla, als 78 anys. La seva companya, durant més de 30 anys, va ser la politòloga belga Chantal Mouffe.

## Hegemonia i estratègia socialista
Un dels llibres més importants de Laclau és Hegemonía y estrategia socialista, que va escriure amb Chantal Mouffe i que, junt amb altres obres, pot ser considerada una pedra fundacional del postmarxisme. El pensament dels dos autors freqüentment és descrit com postmarxista, atès que tots dos van estar involucrats en els moviments socials i estudiantils de la dècada de 1960 tractant d'unir la classe obrera amb nous moviments socials. Van rebutjar el determinisme econòmic marxista i la noció que la lluita de classes és l'antagonisme crucial en la societat. A canvi, van reclamar la democràcia radical i el pluralisme antagonístic on tots els antagonismes puguin ser expressats. En la seva opinió "una societat sense antagonismes és impossible", per la qual cosa van declarar que "la societat plena no existeix", és quimèric pensar en el tancament d'allò social.
En aquesta obra, Laclau exposa una genealogia del concepte d'hegemonia, recorrent els plantejaments de Rosa Luxemburg, Karl Kautsky, Gueorgui Plekhànov, Eduard Bernstein, Georges Sorel, Lev Trotski, Vladimir Lenin, arribant finalment a Antonio Gramsci. Analitzant els reductes essencialistes presents en la dimensió econòmica, Laclau critica tres tesis del marxisme ortodox:
- La neutralitat de les forces productives: el treball, des del marxisme, és reduït a un economicisme a través de la noció de mercaderia, això exclou la possibilitat d'incloure en el treball processos laborals no reduïbles a l'economia, els que justament expliquen el no compliment de la pauperització, la no agudització de les contradiccions, l'emergència de la fragmentació social, la burocratització dels sectors mitjans, l'emergència de lluites socials paral·leles i diferents a les de classe, etc.
- L'homogeneïtzació i pauperització creixent de la classe obrera: la història ha demostrat que els obrers ara també són en molts casos treballadors intel·lectuals i amb bons salaris i nivells de vida. Com planteja Laclau: "la fragmentació de la classe obrera és una fragmentació de posicions entre diferents agents socials, i no tenen en compte un fet més real i del que el marxisme clàssic era ben conscient: que existeix una fragmentació de posicions a l'interior mateix dels agents socials, que estan mancats, per tant, d'una identitat racional última".[11]
- L'interès fonamental de la classe obrera en el socialisme: Citant Laclau: "la cerca de la «veritable» classe obrera és un fals problema, i com a tal està mancat de tota rellevància teòrica o política. L'anterior no implica, evidentment, que hi hagi una incompatibilitat entre classe obrera i socialisme sinó l'afirmació, molt diferent, que no és possible deduir lògicament interessos fonamentals en el socialisme a partir de determinades posicions en el procés econòmic”.[11]

Posteriorment desenvolupa la seva pròpia teoria sobre l'hegemonia, on les nocions d'articulació, sobredeterminació, discurs, subjecte, antagonisme, i lògiques equivalencials i diferencials van adonant de l'operació del polític. En aquesta teorització, l'antagonisme, com a lluita política en el marxisme, és travessada pel psicoanàlisi lacanià, per la qual cosa és anàloga a una falta constitutiva en la societat que impedeix el seu tancament o plenitud. El polític és definit com la lluita per l'hegemonia a través de la conquesta del que Laclau anomena "significants flotants" o "buits", que estant sobredeterminats discursivament i libidinalment, articulen les diverses demandes socials i, per tant, els subjectes a determinades posicions. La democràcia radical i plural és plantejada com a lògica política, la qual per si mateixa no implica un projecte específic sinó un camp d'acció per a la possibilitat d'un projecte revolucionari.

## Premis
- Doctor Honoris Causa, Universitat Nacional de Buenos Aires.[2]
- Doctor Honoris Causa, Universitat Nacional de San Juan.[12]
- Doctor Honoris Causa, Universitat Catòlica de Córdoba.[13]
- Doctor Honoris Causa, Universitat Nacional de Córdoba.[13]
- Doctor Honoris Causa, Universitat Nacional de Rosario.[14]